# Дарій (цар Понту)
Дарій I (*Darius Pontus), д/н —37 до н. е.) — цар Понту у 39—37 роках.

## Життєпис
Походив з династії Мітрідатідів. Старший син Фарнака II, царя Боспору. Про дату народження та молоді роки нічого невідомо. Після смерті царя Дейотара рішенням триумвіра Марка Антонія Понту передано Дарію. В володіннях останнього опинилися Фаземонітіда з Неаполем, території Аміса, Амасії, а також Газелонітіда і узбережжі від Фарнакії до Колхіди.
Дарій I визнав зверхність Риму та зобов'язався сплачувати данину. З метою виплати данини і компенсації Антонію за підтримку став вдаватися до колишньої політики Мітрідатідів, яка полягала в опорі на царські землі і протиставленні їх містам. Це виражалося в прагненні використовувати колишні фортеці для зміцнення хори і відродженні елліністичної системи оподаткування, що призводило до посилення податкового тиску над містами. Останнє неминуче обмежувало їхню політичну і економічну самостійність. При Дарії в Амісі до влади прийшов тиран Стратон, який привів місто до жалюгідного стану.
Непопулярність внутрішньою політики Дарія підштовхнуло Марка Антонія до рішення замінити на понтійським престолі його новим правителем, що не був пов'язаний з перськими або понтійськими родами. Невідомо за яких обставин Дарій втратив владу: помер сам або його було вбито. На трон римляни вирішили посадити Полемона, царя Кілікії-Трахеї. Але проти цього повстав брат Дарія I — Аршак.